# 東海大學原藝術中心
東海大學原藝術中心為東海大學內的校園建築，建於1963年，由陳其寬設計，建築呈現倒傘型薄殼結構與合院形式，現為臺中市直轄市定古蹟。

## 歷史

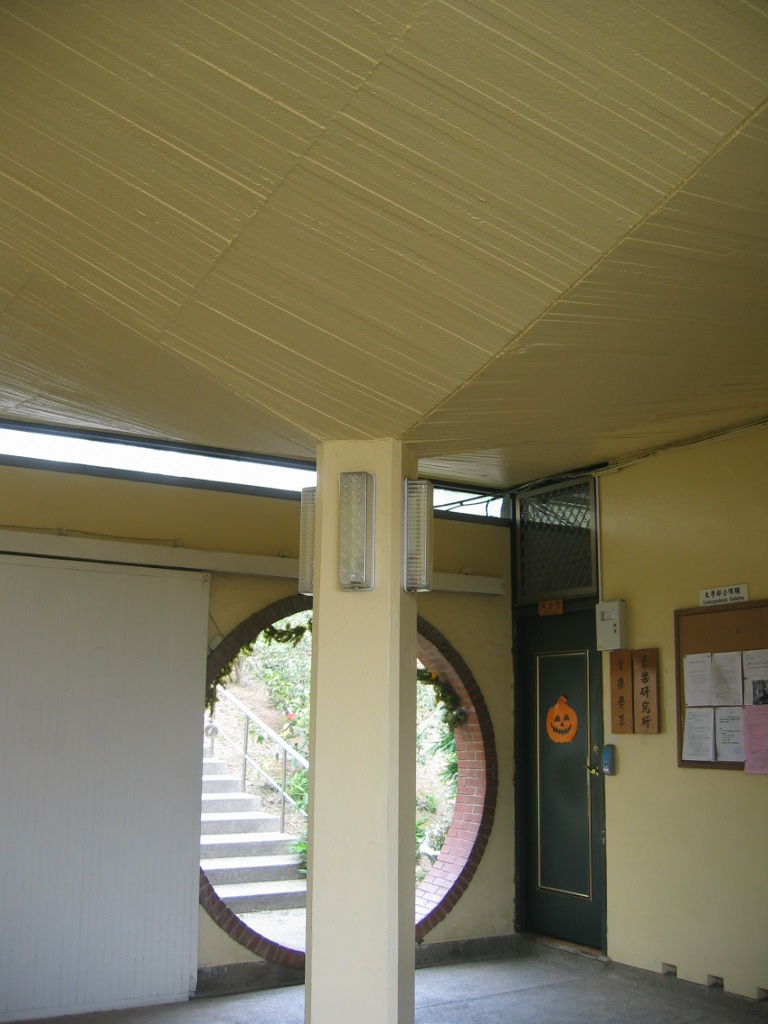
東海大學原藝術中心內部採倒傘狀薄殼結構

東海大學為學生藝術活動之需要，於1960年代邀請參與創校規劃的陳其寬，設計可容納音樂欣賞、表演、練習與美術展覽等用途之建築物。本建築落成於1963年，其格調與東海大學早期校園的唐式校舍相異。1971年，東海大學成立音樂學系，此建築改作音樂系系館，直到2007年遷至第二教學區新系館為止。
2017年9月26日，臺中市文化資產處以其建築配置倒傘狀薄殼結構，具力學上科學與藝術之表現，且建物融合現代與傳統合院，並表現出1960年代營造技術如清水模、直軸窗、水平窗及其呈現之懸浮頂，為臺灣戰後建築及校園建築之代表等為由，將東海大學原藝術中心登錄為歷史建築。2022年5月13日，再將東海大學原藝術中心升格為直轄市定古蹟。2024年，東海大學原藝術中心正式啟動修復工程。